# Chlum (ort i Tjeckien, Vysočina)
Chlum är en ort i Tjeckien.   Den ligger i regionen Vysočina, i den centrala delen av landet, 130 km sydost om huvudstaden Prag. Chlum ligger 541 meter över havet och antalet invånare är 149.
Terrängen runt Chlum är huvudsakligen platt, men söderut är den kuperad.Runt Chlum är det tätbefolkat, med 683 invånare per kvadratkilometer. Närmaste större samhälle är Jihlava, 15,7 km nordväst om Chlum. Trakten runt Chlum består till största delen av jordbruksmark.